# 下野宮駅
下野宮駅（しものみやえき）は、茨城県久慈郡大子町大字下野宮にある東日本旅客鉄道（JR東日本）水郡線の駅である。
茨城県最北端の水郡線の駅である。また、茨城県内のJR線では唯一の東京近郊区間区間外の駅となる。

## 歴史
- 1930年（昭和5年）4月16日：開業する[2]。一般駅[2]。
- 1970年（昭和45年）
  - 10月1日：一般駅から旅客駅に変更[2][3]。駅員無配置駅扱いとなる[4]。
  - 10月20日：簡易委託駅となる[5]。
- 1975年（昭和50年）11月：駅長事務室を保線作業員の詰所に改装[6]。
- 1987年（昭和62年）4月1日：国鉄分割民営化に伴い、JR東日本の駅となる[2]。
- 1992年（平成4年）2月20日：駅舎改築[7]。

## 駅構造
単式ホーム1面1線を有する地上駅である。水郡線統括センター（常陸大子駅）管理の無人駅となっている。旧ホームからせり出した形で新しいホームが設置されている。
駅舎は1992年に建てられた木造平屋建てのチロル風のもので、集会所が併設されている。

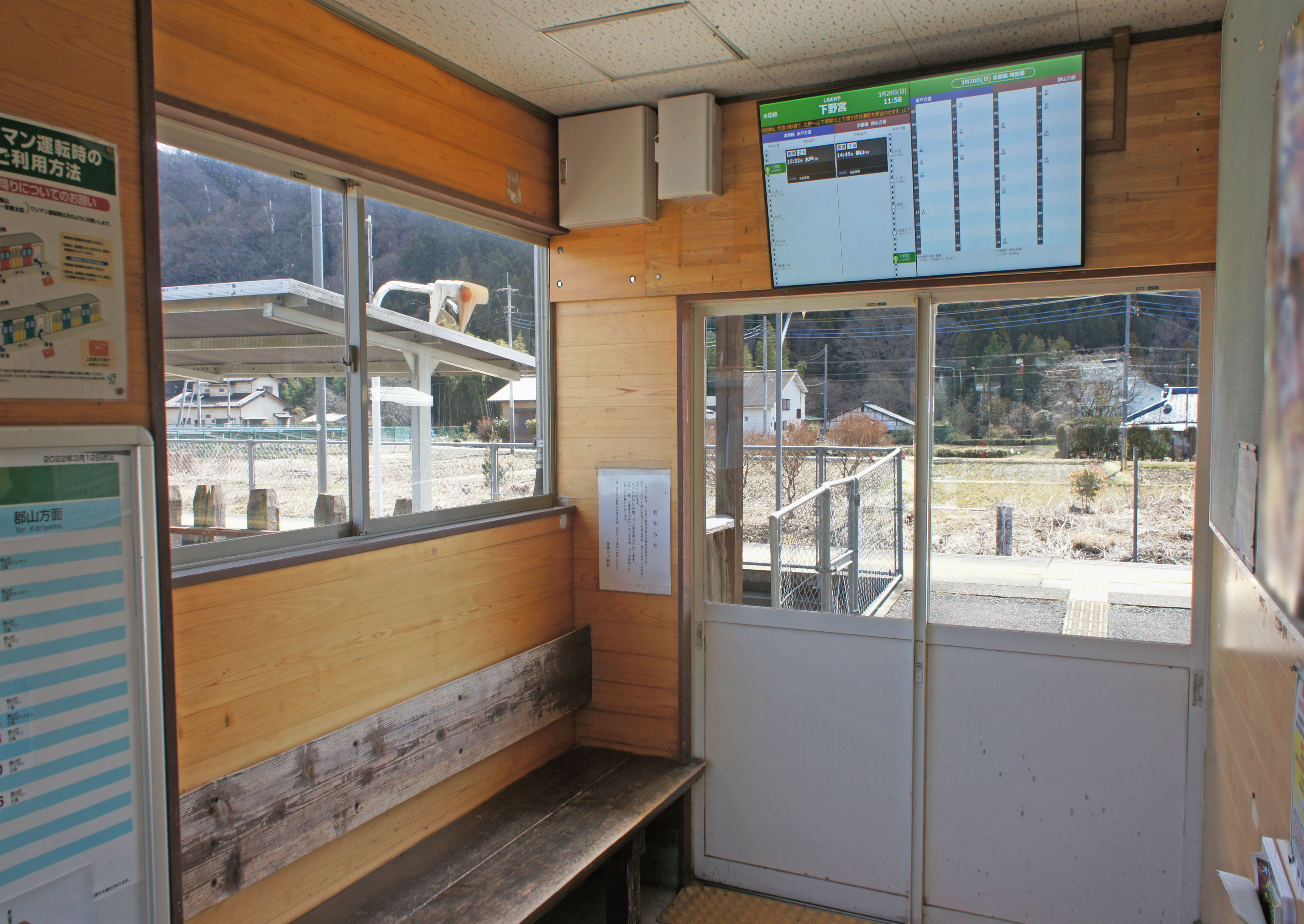
待合室（2022年3月）
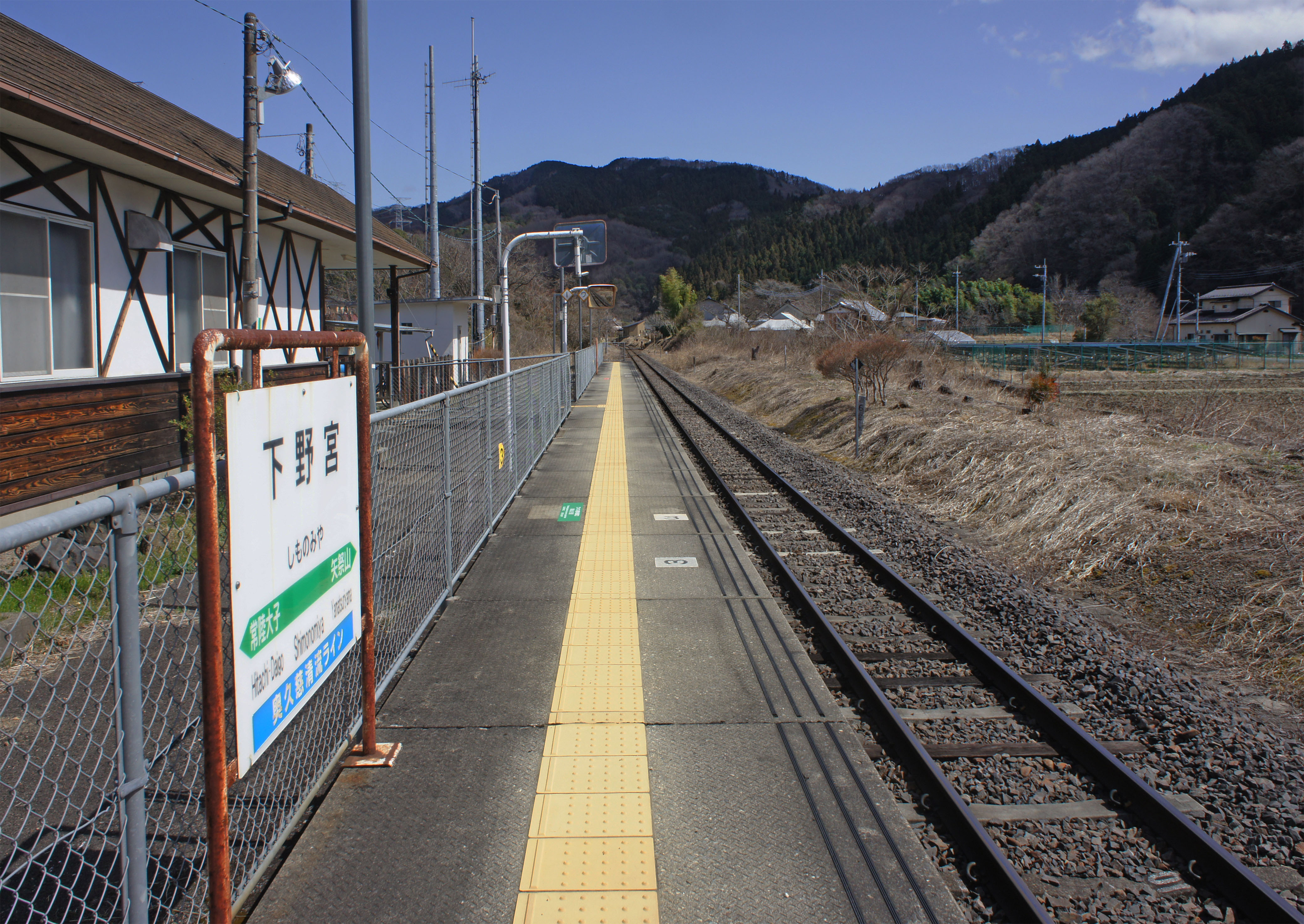
ホーム（2022年3月）
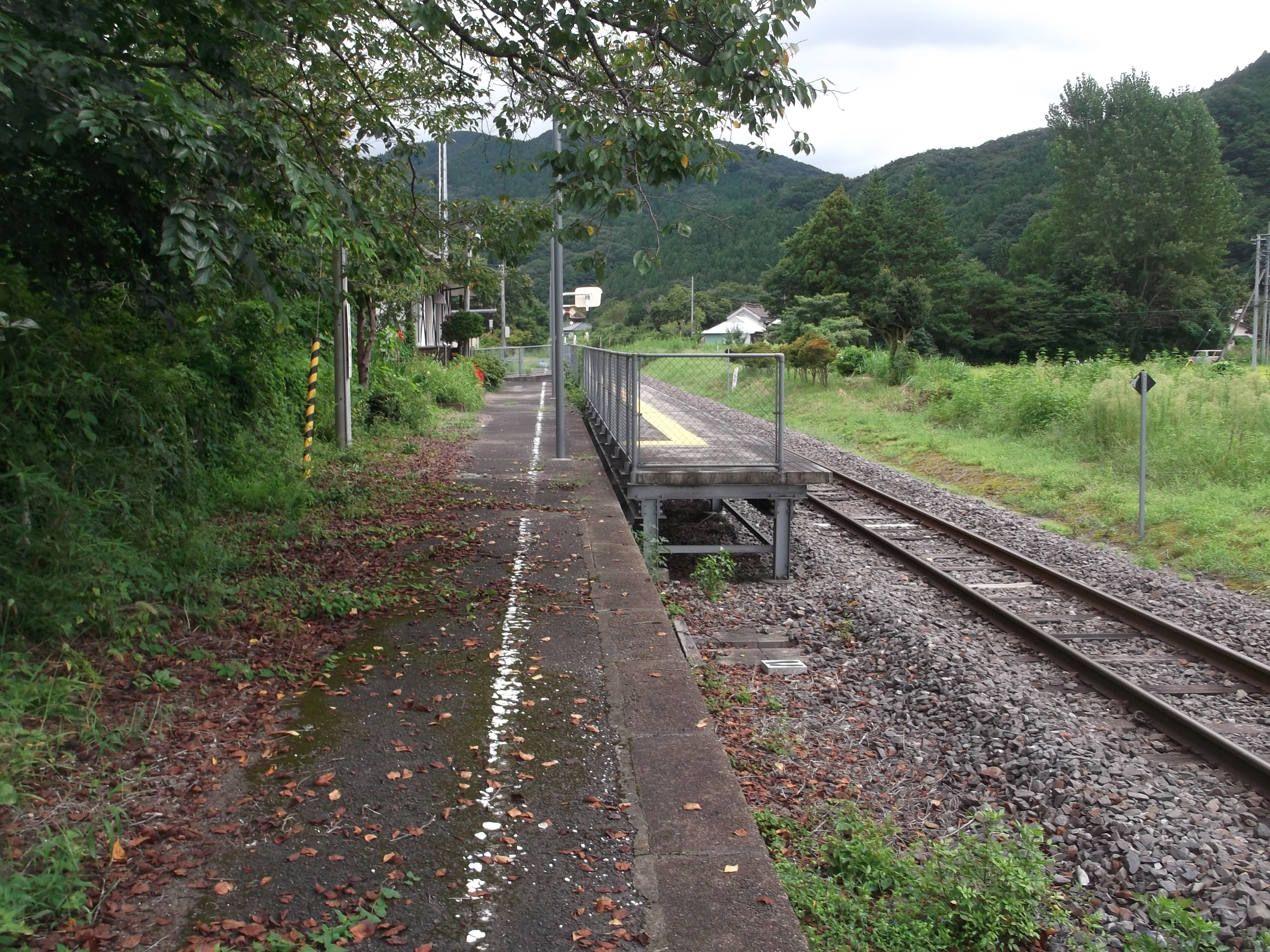
新旧ホームの設置状況（2013年9月）

## 駅周辺
- 国道118号
- 久慈川
- 大子下野宮郵便局
- 茨城大学大子合宿研修所
- 茨城交通「下野宮」停留所
- 近津神社

## 隣の駅
東日本旅客鉄道（JR東日本）
■水郡線
常陸大子駅 - 下野宮駅 - 矢祭山駅